# Magenta (boja)
Magenta je boja koja je različito definisana kao purpurnocrvena, crvenkasto-ljubičasta ili movno-grimizna. Na koturu boja RGB (aditivnog) i CMY (suptraktivnog) modela boja, ona se nalazi tačno na sredini između crvene i plave boje. To je jedna od četiri boje mastila koje se koriste u štampi u boji pomoću inkjet štampača, zajedno sa žutom, crnom i cijanom, za izradu svih ostalih boja. Ton magente koji se koristi u štampi naziva se „printerska magenta“.
Magenta je svoje ime dobila po anilinskoj boji koju je 1859. godine napravio i patentirao francuski hemičar Fransoa-Emanuel Vergja, koji ju je prvobitno nazvao fuksin. Ona je preimenovana je u čast italijansko-francuske pobede u Bici kod Magente koja se vodila između Francuza i Austrijanaca 4. juna 1859. godine u blizini italijanskog grada Magenta u Lombardiji. Praktično identičnu boju, nazvanu rozein, stvorila su 1860. godine dva britanska hemičara: Čejmbers Nikolson i Džordž Mol.

## Optika i nauka o bojama
Magenta je ekstra-spektralna boja, što znači da nije nijansa povezana sa monohromatskom vidljivom svetlošću. Magenta je povezana sa percepcijom raspodele spektralne snage koncentrisane uglavnom u crvenkastim komponentama dužih talasnih dužina i plavkastim komponentama kraćih talasnih dužina.
U RGB sistemu boja, koji se koristi za stvaranje svih boja na televizijskom ili računarskom displeju, magenta je sekundarna boja, napravljena kombinovanjem jednakih količina crvene i plave svetlosti pri velikom intenzitetu. U ovom sistemu, magenta je komplementarna zelenoj boji, a kombinacija zelene i magenta svetlosti na crnom ekranu stvoriće belu.
- U RGB modelu boja, koji se koristi za izradu boja na računarskim i televizijskim ekranima, magenta se stvara kombinacijom jednakih količina plave i crvene svetlosti.
- U RGB kolu aditivnih boja, magenta je na pola puta između plave i crvene boje.
- U  modelu boja, koji se koristi u štampi u boji, cijan, magenta i žuta kombinacija čine crnu. U praksi, s obzirom da mastila nisu savršena, dodaje se i malo crnog mastila.
- Magenta nije deo vidljivog spektra svetlosti.
- Vidljivi spektar previjen da se spoji ljubičasta i crvena u aditivnu mešavinu magente. U stvarnosti, ljubičasta i crvena nalaze se na suprotnim krajevima spektra i imaju vrlo različite talasne dužine.
- Responsne krive konusa i štapića. Treba imati na umu da se ljubičasti odgovor u mozgu izaziva stimulisanjem H i L (kroz njegovu sekundarnu osetljivost) konusa, ali malo ili nimalo M stimulusom.

## Istorija

### Fuksin i magenta boja (1859)
Boja magenta je bila rezultat revolucije u industrijskoj hemiji sredinom devetnaestog veka, koja je započela Vilijam Perkinovim pronalaskom movejna 1856. godine, koji je bio prva sintetička anilinska boja. Ogroman komercijalni uspeh te boje i nove boje koje su iz nje proizašle, lila, inspirisali su druge hemičare u Evropi da razviju nove boje napravljene od anilinskih boja.
U Francuskoj je Fransoa-Emanuel Vergja, direktor hemijske fabrike Luj Rafar u blizini Liona, isprobao mnogo različitih formula pre nego što je konačno krajem 1858. ili početkom 1859. mešajući anilin sa ugljen tetrahloridom, dabio crvenkasto-ljubičastu boju koju je nazvao „fuksin“, po boji cveta biljke fuksija. On je napustio fabriku Rafar i odneo svoju boju u firmu proizvođača boja, Fransoa i Žozef Renar, koji su počeli da proizvode tu boju 1859. godine.
Iste godine su dva britanska hemičara, Čejmbers Nikolson i Džordž Mol, radeći u laboratoriji proizvođača boja Džordža Simpsona, smeštenoj u Valvortu, južno od Londona, napravili još jednu anilinsku farbu slične crveno-ljubičaste boje, koju su počeli da proizvode 1860. godine pod nazivom „rozein“. Godine 1860,  promenili su ime boje u „magenta“, u čast Bitke kod Magente koja se godinu dana ranije vodila između Francuza i Austrijanaca u Magenti u Lombardiji. Nova boja je postala komercijalni uspeh.

### Procesna magenta (pigment magenta; printerska magenta) (1890-te)
U štampi u boji, boja koja se naziva procesna magenta, pigmentna magenta ili printerska magenta jedna je od tri primarne pigmentne boje koje, zajedno sa žutom i cijan, čine tri supstraktivne osnovne boje pigmenta. (Sekundarne boje pigmenta su plava, zelena i crvena.) Kao takva, nijansa magenta je komplement zelene boje: magenta pigmenti apsorbuju zelenu svetlost; tako su magenta i zelena suprotne boje.
Postupak štampanja CMYK izumljen je 1890-ih, kada su novine počele da objavljuju stripove u boji.
Procesna magenta nije RGB boja i ne postoji fiksna konverzija od CMYK primarna u RGB. Za mastilo štampača koriste se različite formulacije, tako da mogu da postoje varijacije u štampanoj boji koja je čisto magenta mastilo. Tipična formulacija magente je prikazana u kutiji boja desno.

### Veb boje magenta i fuksija
Desno je veb boja magenta. To je jedna od tri sekundarne boje u RGB modelu boja. Na RGB točku boja, magenta je boja između roze i ljubičaste, a na pola puta između crvene i plave boje.
Magenta (fuksija)
Ova boja se u X11 naziva magenta, a fuksija u HTML-u. U RGB modelu boja nastaje kombinovanjem jednakih intenziteta crvene i plave svetlosti. Dve veb boje magenta i fuksija potpuno su iste boje. Ponekad se magenta u veb boji naziva električna magenta ili elektronska magenta.

## Nauka i kultura

### Umetnost
- Pol Gogen (1848–1903) je koristio magenta nijansu 1890. godine na svom portretu Marije Lagadu i na nekim od svojih slika Južnog mora.
- Anri Matis i članovi pokreta Fovizma koristili su magentu i druge netradicionalne boje kako bi iznenadili gledaoce i pokrenuli njihove emocije upotrebom smelih boja.
- Od sredine 1960-ih, fluorescentna magenta boja na bazi vode dostupna je za slikanje psihodeličnih slika crnog svetla. (Fluorescentna boja trešnje, fluorescentna šatres žuta, fluorescentna plava i fluorescentna zelena.)

- Magenta, zajedno s mouvom, napravljenom od novootkrivenih anilinskih boja, postala je popularna modna boja u drugoj polovini devetnaestog veka. U umetnosti se pojavila u ovom Bugrovom delu Psiha iz 1890. godine.
- Pol Gogen, Portret Marije Lagadu (1890).
- Šezdesetih godina 20. veka, magenta je bila popularna boja u psihodeličnoj umetnosti, poput ovog koncertnog plakata za Avalon plesnu dvoranu u San Francisku (1967).

### Astronomija
- Astronomi su izvestili da su smeđi patuljci spektralne klase T (oni sa najhladnijim temperaturama, izuzev nedavno otkrivenih Y smeđih patuljaka) obojeni magenta bojom zbog apsorpcije svetlosti u atomima natrijuma i kalijuma u zelenom delu spektra.[8][9][10]

- Vizija umetnika o spektralnom klasi T braun patuljka

### Biologija: magenta insekti, ptice, ribe i sirari
- Koral iz Persijskog zaliva
- Andski flamingo, (Phoenicopterus andinus)
- Pravi vilini konjici, ili Anisoptera Ana Kota
- Pseudanthias tuka, grebenska riba iz Indijskog okeana

### Botanika
Magenta je uobičajena boja za cveće, posebno u tropskim i subtropskim predelima. Budući da je magenta komplementarna boja zelene boje, magenta cvetovi imaju najveći kontrast sa zelenim lišćem, pa su stoga vidljiviji životinjama potrebnim za njihovo oprašivanje.
- Orhideja
-Clematis „Zalazak sunca”
- Dalija „Hilkrest rojal”
- Rambler ruža
- Jorgovan „Pol Dešanel”
- Lili „Malinovsko zvono”
- Polemoniaceae, ili floks
- Cvet kaktusa
-Achillea „Stara burgandinska”
-Mirabilis jalapa „Cvet četvrtog sata”

### Biznis
Nemačka telekomunikaciona kompanija Dojče telekom koristi magentni logotip. Ona je nastojala je da spreči upotrebu bilo koje slične boje od strane drugih preduzeća, čak i onih u nepovezanim oblastima, kao što je osiguravajuća kompanija Lemonad.

### Transport
U sistemima autopilotskih aviona, put koji pilot ili avion treba da pređe do odredišta obično je naznačen na ekranima kokpita koristeći magenta boju.

### Numizmatika
Indijska banka rezervi (RBI) izdala je novčanicu u magenta boji za denominaciju od ₹2000 dana 8. novembra 2016. pod nazivom Nova serija Mahatma Gandi. Ovo je novčanica sa najvišom vrednošću koju je štampao RBI i koja je u aktivnom prometu u Indiji.
- Indijska novčanica od 2000 rupija, lice
- Indijska novčanica od 2000 rupija, naličje

## Galerija
- Cvet biljke Fuchsia bio je prvobitna inspiracija za boju, koja je kasnije preimenovana u magenta boju.
- Magenta je svoje ime dobila 1860. godine po ovoj anilinskoj boji koja se prvobitno zvala „fuksin“, po cvetu fuksije.
- Magenta se koristi u štampi u boji od kraja devetnaestog veka. Slike se štampaju u tri boje; magenta, cijan i žuta, koje u kombinaciji mogu da naprave sve boje. Ova slika iz 1902. godine umesto toga koristi RYB alternativni model.
- Printeri u boji u današnje vreme koriste magenta, cijan i žuto mastilo za proizvodnju celokupnog spektra boja.
- Magenta je komplementarna boja zelene boje. Ove dve boje kombinovane u RGB modelu čine belu. Jedna pored druge, pružaju najveći mogući kontrast i međusobno pojačavaju osvetljenost.
- Boja beretke indonežanskog marinca je magenta ljubičastoj boji.

## Spoljašnje veze
- Magenta Foundation. Organization website Архивирано 2006-08-27 на сајту .